# Stereophyllum cataractarum
Stereophyllum cataractarum är en bladmossart som beskrevs av Theodor Carl Karl Julius Herzog 1927. Stereophyllum cataractarum ingår i släktet Stereophyllum och familjen Stereophyllaceae. Inga underarter finns listade i Catalogue of Life.